# برسية ديامنتينية
برسية ديامنتينية (الاسم العلمي:Gnaphalium diamantinense) هي نوع من النباتات تتبع جنس البرسية من الفصيلة النجمية.